# Bro, Kyrkslätt
Bro är ett bostadsområde och en by i Kyrkslätt i det finländska landskapet Nyland. Området består av egnahemshus, rådhus och höghus. Bro ligger cirka en kilometer från Kyrkslätts centrum. Strax intill Bro ligger också Kyrkslätts brandstation. Bredvid Bro ligger Kolsarbys bostadsområde.